# Polderhuis (Bergschenhoek)
Het Polderhuis aan de Bergweg Noord 1 in de plaats Bergschenhoek, in de Nederlandse provincie Zuid-Holland, is een van de beeldbepalende gebouwen van deze plaats, onderdeel van de gemeente Lansingerland. Het Polderhuis werd in 1906 gebouwd in opdracht van het bestuur van waterschap 'De Drooggemaakte polders van Bleiswijk en een gedeelte van Hillegersberg' naar een ontwerp van architect Cent Buurman voor een bedrag van 23.500 gulden, wat na aanpassingen uiteindelijk opliep tot 40.000 gulden.
Nadat het Polderhuis niet meer door het polderbestuur werd gebruikt vonden er diverse activiteiten plaats in het gebouw. Na de renovatie in 1996-1997 is het Polderhuis in gebruikt als muziekschool en cultureel centrum.
In 2020 opende er een bed and breakfast in het pand. Het Polderhuis is hiervoor geheel verbouwd en gerestaureerd, waarbij zoveel mogelijk authentieke elementen behouden zijn gebleven. In de bed-and-breakfast zijn zes luxe kamers te vinden. Daarnaast is er op de begane grond een horecaruimte en is er op zolder een vergaderzaal gecreëerd 
Het gebouw is een rijksmonument.